# IC 4430
IC 4430 ist eine linsenförmige Galaxie vom Hubble-Typ SB0 im Sternbild Zentaur am Südsternhimmel. Sie ist schätzungsweise 126 Millionen Lichtjahre von der Milchstraße entfernt.
Das Objekt wurde im Jahre 1899 von DeLisle Stewart entdeckt.